# ناحیه کمبریج، میشیگان
ناحیه کمبریج (به انگلیسی: Cambridge Township) یک منطقهٔ مسکونی در ایالات متحده آمریکا است که در شهرستان لناوی، میشیگان واقع شده‌است.
 ناحیه کمبریج ۹۱٫۹ کیلومتر مربع مساحت و ۵٬۲۹۹ نفر جمعیت دارد و ۲۹۶ متر بالاتر از سطح دریا واقع شده‌است.